# Alica
Alica war ein Anführer der terwingischen Goten in der ersten Hälfte des vierten Jahrhunderts. 
Die ersten Terwingen siedelten bereits zu Beginn des 3. Jahrhunderts in Dakien außerhalb des Römischen Reiches, die Lage an der Donau blieb bis Mitte des Jahrhunderts auch relativ ruhig. Erst ab 365 n. Chr. sollte es zu ausgedehnten Konflikten zwischen Römern und Terwingen kommen. Doch auch in den Jahren zuvor gab es schon Auseinandersetzungen zwischen Terwingen und Rom.

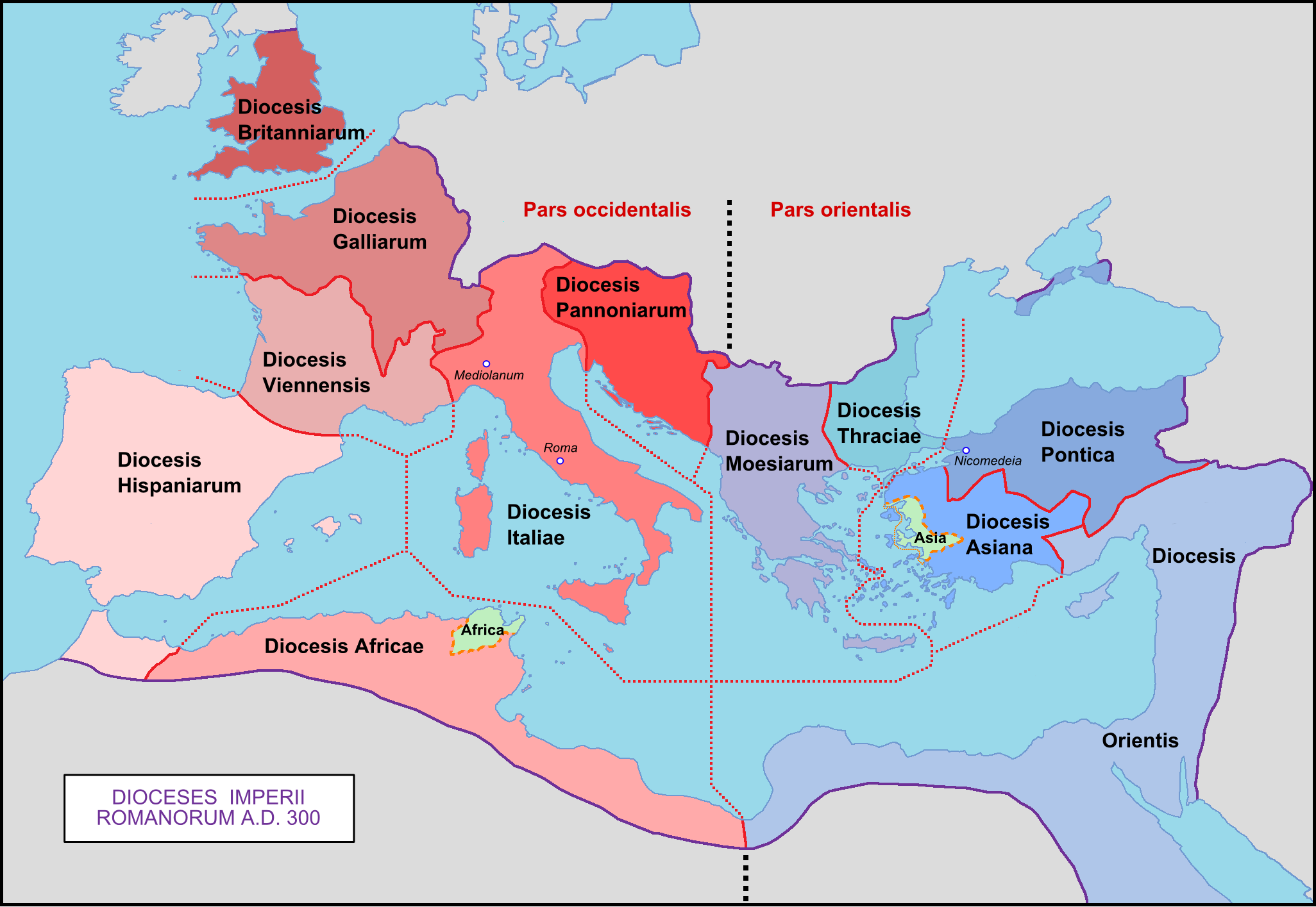
Die Diözesen Thrakien und Moesien um 293 n. Chr. bis 337 n. Chr.

Am 1. März 317 hatten Kaiser Licinius und Kaiser Konstantin der Große Frieden geschlossen. Die Diözese Thrakien wurde licinisch, während die Diözese Mösien weiterhin unter konstantinischer Macht stand. Konstantin blieb auf dem Balkan und sicherte damit konsequent den Frieden in diesem Raum.
Trotzdem kam es zu einem weiteren Bürgerkrieg mit Licinius. Inzwischen war der Terwingenherrscher Alica ein Verbündeter von Licinius gegen Konstantin geworden, der im Jahr 323 n. Chr. in den Herrschaftsbereich von Licinius und  ins angrenzende sarmatisch-terwingische Gebiet eingedrungen war, wo er die dort sich verschanzenden jazygisch-maiotischen Sarmaten aufgerieben und ihren Anführer Rausimod getötet hatte.
Im Jahr 324 n. Chr. - nach dem Einzug Konstantin des Großen in Byzantion - stellten die Terwingen unter Alica Auxiliartruppen im Krieg des Licinius gegen Konstantin I.
Am 18. September 324 n. Chr. siegte Konstantin in Chrysopolis mit seiner Flotte über Licinius und die terwingischen Truppen Alicas in der Schlacht von Chrysopolis.
Nachdem Licinius von Konstantin besiegt und abgesetzt worden war, versuchte er weiterhin, mit Hilfe terwingischer Auxiliartruppen wieder an die Macht zu kommen, aber Licinius Pläne wurden aufgedeckt und er zum Tod verurteilt. Licinius versuchte dann, ins Barbaricum zu den Terwingen in ihr Gebiet zu fliehen, wurde aber in der Nähe von Thessaloniki festgesetzt und später hingerichtet.